# Gstaad
Gstaad er en mindre by i det sydvestlige hjørne af Schweiz. Byen ligger i det tysktalende kanton Bern. Gstaad er kendt som et af de mest eksklusive ski-resorter i verden og har et af de største skiområder i Alperne.
Byen, der har ca. 2.500 indbyggere, ligger i en højde af omkring 1.050 m.o.h.

## Turisme
Gstaad er berømmet for sine ekstravagante luksushoteller og for sine mange mærkevarebutikker og fashionable natklubber. Der er mange fine restauranter med hyppige besøg af det internationale jet-set. Bymidten med de eksklusive shops og restauranter er gjort bil-fri.
Byen og de omkringliggende arealer er velkendt for de lange og velanlagte vandrestier, hvor man, året rundt, ikke sjældent kan møde kendte og berømtheder fra hele verden.

## Begivenheder i byen
I Gstaad er der året rundt en række sportsbegivenheder. Udover det omtalte skiterræn er det bedst kendte tilbagevendende arrangement tennisturneringen Suisse Open.
Hvert år i december er der på Palace Hotel en eksklusiv bilauktion, forbeholdt biler af fabrikaterne Ferrari og Maserati. Auktionen er et tilløbsstykke for de rige og berømte fra hele verden.

## Hoteller
Byen rummer en række hoteller af divergerende standard. Blandt de ældste eller mest mondæne er:
- Posthotel Rössli[1], opført 1845.
- Hotel Olden[2], opført 1895.
- Grand Hotel Park[3], opført 1910.
- Gstaad Palace Hotel[4], opført 1913.
- Grand Hotel Bellevue[5], opført 1915.

## Galleri
- Hovedgaden i Gstaad, august 2007.
- Hovedgaden i Gstaad, vinter.
- Palace Hotel.
- Grand Hotel Bellevue.

## Kendte gæster
Utallige er de kendte, der gennem årene har besøgt eller ferieret i Gstaad. Nævnes kan bl.a.:
| Kongelige: - Prins Charles (Storbritannien) - Prinsesse Diana (Storbritannien) - Kong Juan Carlos (Spanien) - Dronning Sofia (Spanien) - Fyrst Rainier (Monaco) | International politik: - Kofi Annan (Forenede Nationer) - Margaret Thatcher (Storbritannien) Musikverdenen: - Michael Jackson - Robbie Williams | Filmverdenen: - Roger Moore - Julie Andrews - Elizabeth Taylor - Peter Sellers - Roman Polanski |